# Perpetua z Kartaginy

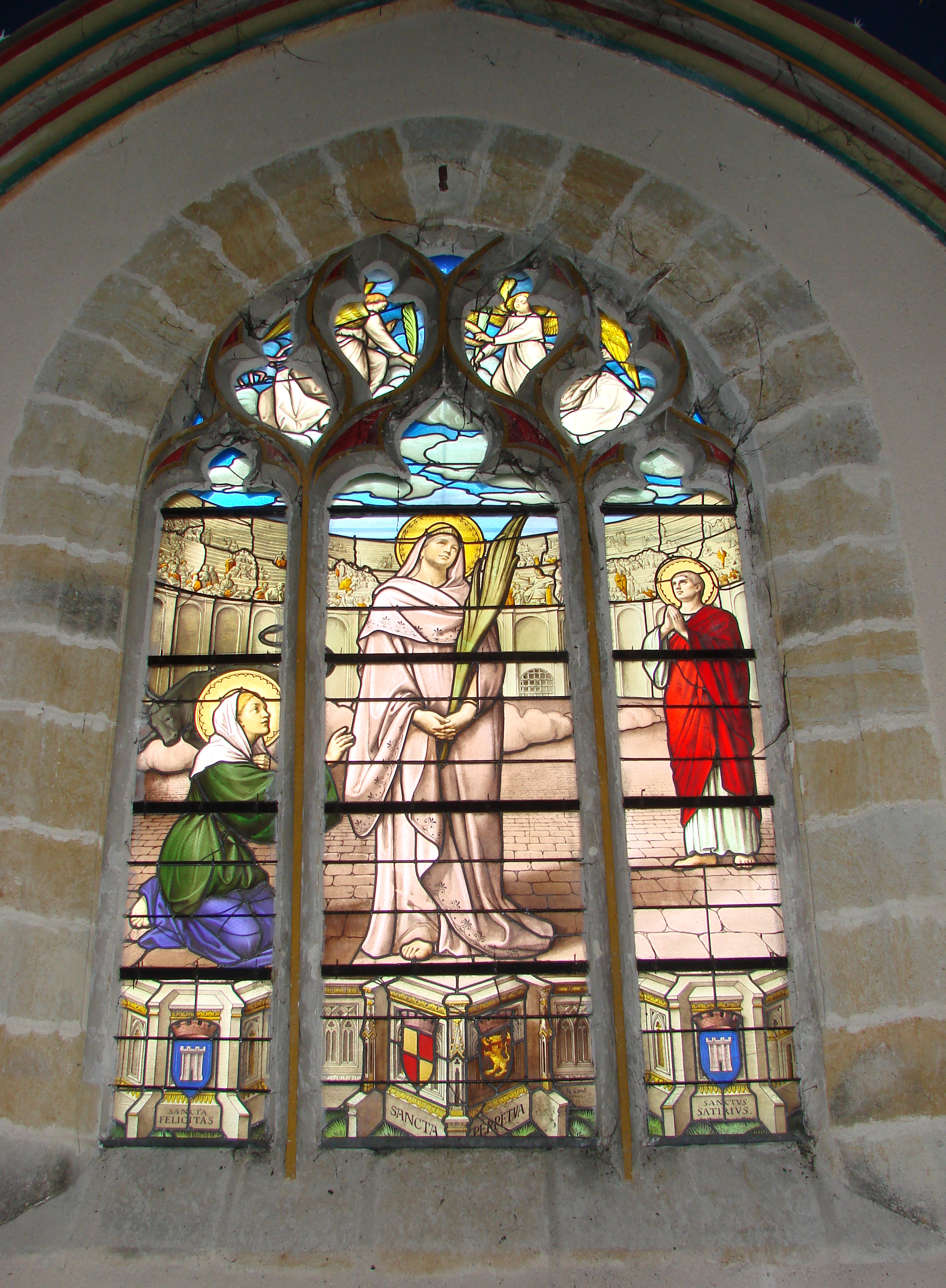
Męczeństwo św. Perpetui i Towarzyszy
(św. Perpetua w środku, po lewej św. Felicyta); XIX-wieczny witraż z kościoła w Vierzon, Francja

Perpetua z Kartaginy (cs. Святая мученица Перпетуя; ur. 181, zm. 7 marca ok. 203 w Kartaginie) – męczennica razem ze św. Felicytą (znane razem jako Felicyta i Perpetua, męczennice kartagińskie) w czasach panowania Septymiusza Sewera, święta Kościoła katolickiego, anglikańskiego, ewangelickiego, prawosławnego i ormiańskiego.

## Życiorys
Informacje o św. Felicycie i jej towarzyszach pochodzą z zachowanego wczesnochrześcijańskiego tekstu pt.: „Męczeństwo Perpetuy i Felicyty”. Ma on formę pamiętnika więziennego św. Perpetuy oraz relacji naocznego świadka męczeństwa .
Perpetua pochodziła z jednej z najbogatszych rodzin w mieście. Była córką poganina i chrześcijanki. W wieku ok. 22 lat urodziła syna. Będąc w więzieniu karmiła go piersią (o mężu brak informacji).
Oskarżono ją, brata Satura oraz niewolników katechumenów – Felicytę, Rewokatusa, Sekundulusa i Saturninusa – o wyznawanie chrześcijaństwa. Wszystkich pojmano w pobliżu Kartaginy w 203 roku. Nie wiadomo, w jakich okolicznościach odbyło się aresztowanie. W więzieniu znalazła się razem z ciężarną niewolnicą św. Felicytą, która urodziła córkę. Chrześcijanie odwiedzali więźniów i przynosili Perpetui codziennie dziecko do karmienia. Wkrótce uwięzieni katechumeni przyjęli chrzest. Perpetua wyróżniała się spośród pozostałych więźniów głęboką wiarą. W czasie trwania aresztu, Perpetua i Satur mieli podobno serię widzeń.

### Widzenia
Wizja pierwsza przedstawiała drogę Perpetui po drabinie symbolizującej męczeństwo, u której podnóża leżał smok, po bokach narzędzia tortur, a u szczytu jej znajdował się niebiański ogród, „rozciągający się na niezmierzonym obszarze”. W nim spotkała „wysokiego siwego człowieka, w pasterskim ubraniu”, otoczonego tysięcznymi tłumami odzianymi na biało. Był to sam Jezus Chrystus, którego w innej wizji zobaczył Satur, jako „siwego człowieka; miał on wprawdzie włosy śnieżnobiałe, ale oblicze młodzieńcze”.
W drugiej wizji Perpetua zobaczyła swojego zmarłego w młodości brata, poganina, który usilnie próbował napić się z basenu pełnego wody, ale nie mógł tego uczynić z powodu wysokich brzegów basenu. Po tej wizji Perpetua zanosiła żarliwe modły do Boga o ulżenie mu w cierpieniu. Rezultatem tego było kolejne widzenie, w którym brzegi basenu okazały się na tyle niskie, że brat mógł zaczerpnąć wody.
W swojej ostatniej wizji stoczyła Perpetua walkę na arenie z szatanem w postaci szpetnego Egipcjanina. Przed walką została namaszczona oliwą, „jak to zwykli czynić zapaśnicy przed walką”. Podobnie, w praktyce chrzcielnej tego czasu namaszczano olejem egzorcyzmującym katechumenów mających wejść do sadzawki chrzcielnej – jak na walkę z szatanem. W nagrodę za zwycięstwo Perpetua otrzymała zieloną gałąź ze złotymi jabłkami.
Ojciec, który odwiedzał ją w więzieniu, bez skutku próbował przekonać ją, by wyrzekła się wiary i oszczędziła swe życie.

### Śmierć
Perpetua i Felicyta miały być zabite przez rozjuszoną krowę lub przez bawoły, lwy i tygrysy. W ostateczności zginęły na arenie od mieczy gladiatorów.

## Kult świętej

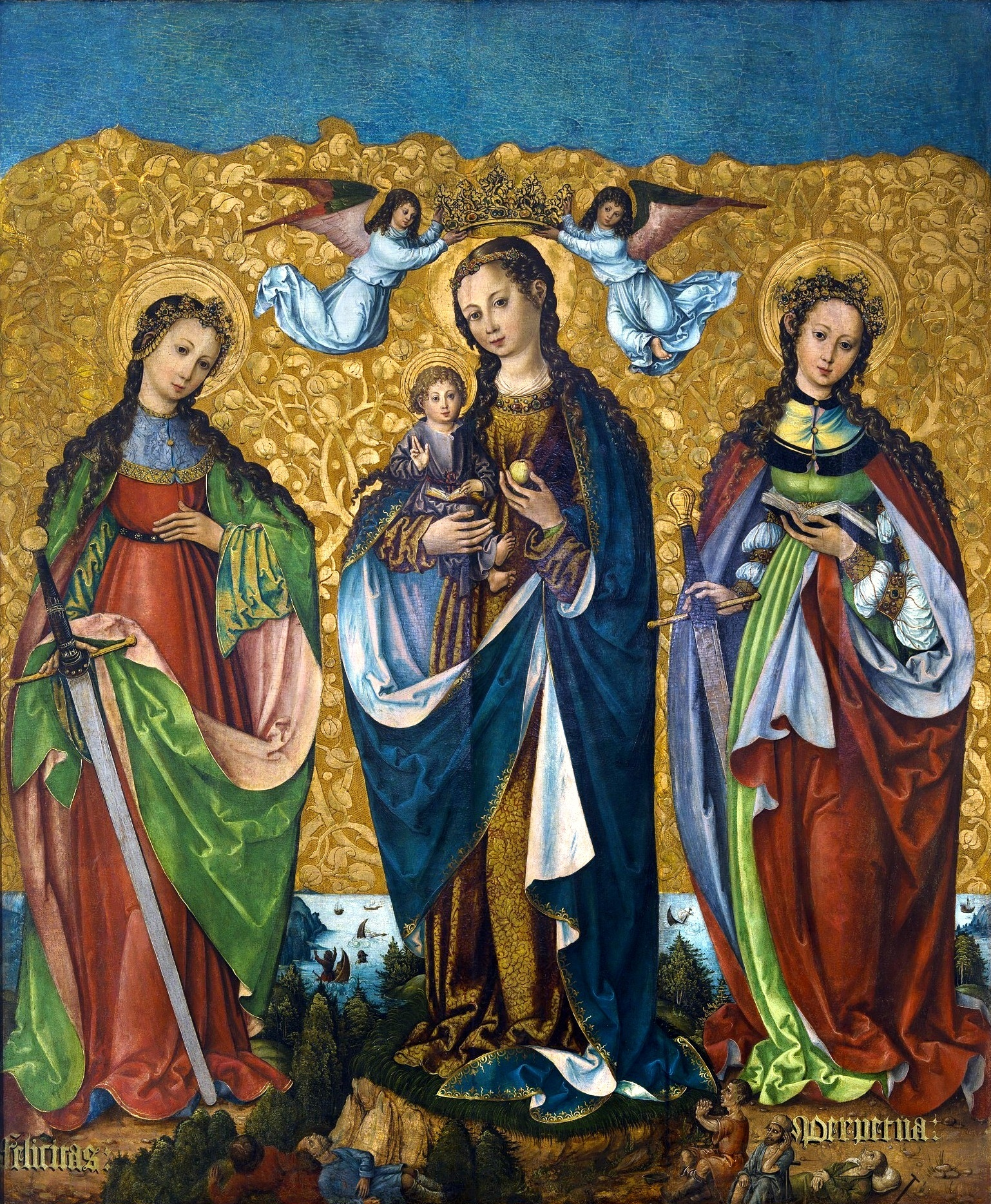
Sacra Conversazione z Perpetuą i Felicytą

Egzekucja odbyła się prawdopodobnie 7 marca i w tym dniu obchodzone jest (w Kościele katolickim, ewangelickim i anglikańskim) wspomnienie liturgiczne św. Perpetui i św. Felicyty. Obie święte zostały wpisane do kanonu Mszy świętej.
Miejsca kultu
- bazylika nad grobem świętych Perpetui i Felicyty
- opactwo Dévre-en-Berry (Francja)
- opactwo Beaulieu (Francja)

### Dzień obchodów
Kościoły wschodnie z uwagi na liturgię według kalendarza juliańskiego wspominają świętą:
- 1/14 lutego[a], tj. 14 lutego według kalendarza gregoriańskiego (Kościół prawosławny),
- 25 lutego/10 marca, tj. 10 marca, jeśli luty ma 28 dni (Kościół ormiański)[9].

### Ikonografia
W ikonografii św. Perpetua przedstawiana jest zazwyczaj wraz ze św. Felicytą. Pomimo różnicy ich stanów obie kobiety mają podobny wygląd. Mają na sobie czerwone płaszcze, a w dłoniach męczeńskie krzyże. Sztuka zachodnia rozróżnia je wyraźnie. Perpetua przedstawiana jest w bogatym stroju patrycjuszki, z naszyjnikiem i welonem, Felicyta w skromnej sukni bez ozdób.